# Wilhelm von Werder (Landrat)
Richard Wilhelm Bördel von Werder (geboren am 14. Januar 1895 in Bremen; gestorben am 23. März 1945 in Dinslaken) war ein deutscher Kaufmann und von 1933 bis 1945 Landrat des Kreises Dinslaken.

## Leben
Der Protestant Wilhelm von Werder war der Sohn des Kaufmanns Otto von Werder und dessen Ehefrau Anna von Werder, geborene Lohmann. Nach dem Besuch einer privaten Vorschule und der Oberrealschule begann von Werder am 1. Oktober 1910 15-jährig eine kaufmännische Ausbildung. 1912 meldete er sich als Militärfreiwilliger und gelangte dabei nach China (Kiautschou und Tsingtau). Nach der am 7. November 1914 endenden Belagerung von Tsingtau verbrachte von Werder die Zeit bis zum 26. Januar 1920 in japanischer Kriegsgefangenschaft. Nach Deutschland zurückgekehrt betätigte er sich ab Juni 1920 als kaufmännischer Angestellter und ab April 1923 als Prokurist bei den Vereinigten Werkskonsumanstalten in Essen. Von Werder trat währenddessen am 1. April 1928 der NSDAP bei.

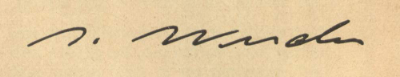
Unterschrift im Geleitwort zum Heimatkalender 1939

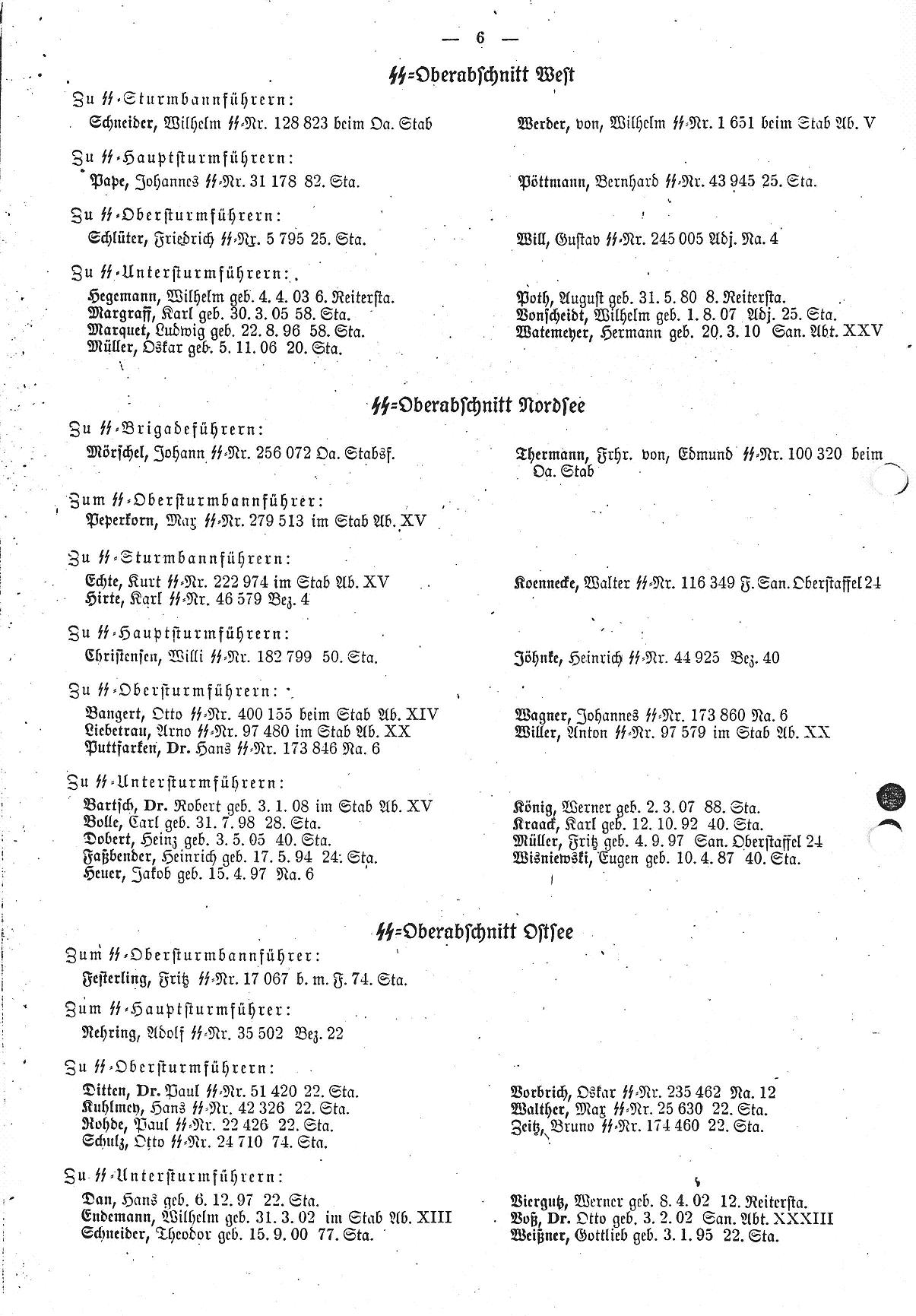
Beförderung zum SS-Sturmbannführer an Hitlers Geburtstag 1942 im SS-Verordnungsblatt

Nach der Machtergreifung durch die Nationalsozialisten und der Absetzung des bisherigen Landrats des Kreises Dinslaken, Günter Klein (SPD) am 6. April 1933 übernahm von Werder am 19. April vertretungsweise die dortige Verwaltung. Zum 1. November 1933 folgte seine kommissarische und am 26. Januar 1934 die definitive Ernennung mit Wirksamkeit zum 1. Februar 1934. Als oberster Vertreter der Polizeigewalt im Kreis verfügte von Werder 1935 die Schutzhaft des Bibelforschers Rudolf Mazanec.
Die in der Reichsdruckerei Berlin 1937 veröffentlichte und von der SS-Personalkanzlei bearbeitete Dienstaltersliste der Schutzstaffel der NSDAP. Stand vom 1. Dezember 1937 enthält auf S. 208 f. den Eintrag der Mitgliedschaft von Wilhelm von Werder in der SS (SS-Nummer 1.651) und seiner zum 12. September 1937 erfolgten Beförderung zum SS-Obersturmführer.
1943 war er zweiter stellvertretender Vorsitzender des Aufsichtsrates der Rheinisch-Westfälisches Elektrizitätswerk AG.
Bei einem Luftangriff auf Dinslaken am 23. März 1945 kam der Landrat von Werder zu Tode.

## Familie
Wilhelm von Werder heiratete am 5. Juli 1930 in Bremen Marie Lauprecht (geboren am 12. Juli 1905 in Huchting).